# Saint-Médard-sur-Ille
Saint-Médard-sur-Ille település Franciaországban, Ille-et-Vilaine megyében. Lakosainak száma 1350 fő (2022. január 1.). Saint-Médard-sur-Ille Andouillé-Neuville, Aubigné, Guipel, Melesse, Montreuil-le-Gast, Montreuil-sur-Ille, Saint-Aubin-d’Aubigné, Vignoc és Saint-Germain-sur-Ille községekkel határos.

## Népesség
A település népessége az elmúlt években az alábbi módon változott:
| Lakosok száma | 736  | 753  | 1040 | 1154 | 1327 | 1334 | 1306 | 1322 | 1324 | 1350 |
|               | 1968 | 1975 | 1990 | 1999 | 2015 | 2016 | 2018 | 2019 | 2021 | 2022 |